# Nikolai Ilkow
Nikolai Ilkow (bulgarisch Николаи Илков; * 21. Februar 1955) ist ein ehemaliger bulgarischer Kanute.

## Erfolge
Nikolai Ilkow startete bei den Olympischen Spielen 1980 in Moskau im Zweier-Canadier mit Borislaw Ananiew auf der 500-Meter-Strecke. Nach Rang vier im Vorlauf qualifizierten sie sich als Sieger des Halbfinals für den Endlauf, den sie nach 1:44,83 Minuten auf dem dritten Platz abschlossen. Nur die siegreichen Ungarn László Foltán und István Vaskuti und die Rumänen Ivan Patzaichin und Petre Capusta waren schneller gewesen: die Ungarn um 1,5 Sekunden, Patzaichin und Capusta um 0,7 Sekunden.